# Hyloscirtus estevesi
Hyloscirtus estevesi là một loài ếch trong họ Nhái bén. Chúng là loài đặc hữu của Venezuela.
Các môi trường sống tự nhiên của chúng là sông.